# Grabowo (gmina w województwie suwalskim)
Grabowo – dawna gmina wiejska istniejąca w latach 1945–1954 i 1973–1976 w woj. białostockim, a następnie w woj. suwalskim (dzisiejsze woj. warmińsko-mazurskie). Siedzibą władz gminy było Grabowo.

## Pierwsza odsłona
Gmina Grabowo powstała po II wojnie światowej na terenie tzw. Ziem Odzyskanych (tzw. IV okręg administracyjny – Mazurski). 25 września 1945 roku gmina – jako jednostka administracyjna powiatu gołdapskiego – została powierzona administracji wojewody białostockiego, po czym z dniem 28 czerwca 1946 roku weszła w skład woj. białostockiego.
Według stanu z 1 lipca 1952 roku gmina była podzielona na 17 gromad: Boćwinka, Czerwony Dwór, Dunajek, Główka, Grabowo, Jeziorki Wielkie, Kalniszki, Kowalki, Marcinowo, Nasuty, Osowo, Pietrasze, Różyńsk Wielki, Siedlisko, Sokoły, Suczki i Wronki Wielkie.
Gmina została zniesiona 29 września 1954 roku wraz z reformą wprowadzającą gromady w miejsce gmin.

## Druga odsłona
Jednostkę reaktywowano 1 stycznia 1973 roku w tymże powiecie i województwie w innym składzie. Gmina objęła 11 sołectw: Dunajek, Główka, Grabowo, Jeziorki Wielkie, Kowalki, Marcinowo, Nasuty, Osowo, Pietrasze, Różyńsk Wielki i Siedlisko, a także miejscowości niesołeckie Błędowo, Kamionki, Rudzie, Wilkasy, Wronki Wielkie i Zatyki oraz obszar lasów państwowych Nadleśnictwa Kowale Oleckie, obejmujący oddziały Nr Nr 69-72, 82-91 i 138-151.
1 czerwca 1975 roku gmina weszła w skład nowo utworzonego woj. suwalskiego.
1 lipca 1976 roku gmina została zniesiona przez połączenie z dotychczasową gminą Gołdap w nową gminę Gołdap.